# Carrer del Roser (Reus)
El Carrer del Roser és un carrer del municipi de Reus (Baix Camp) inclòs en l'Inventari del Patrimoni Arquitectònic de Catalunya.

## Descripció
Va de la plaça de Catalunya a l'avinguda de Marià Fortuny, i és l'entrada a la ciutat dels que venen per la carretera de Montblanc. Els edificis conserven el pla de la façana amb alçades variables. Les obertures són rectangulars en els balcons amb balustrada de ferro forjat. Els murs arrebossats presenten algun exemple d'esgrafiats. S'observen cornises, pinacles i barbacanes, pilastres embegudes, capitells i mènsules. La tipologia dels edificis és força unitària, botigues a la planta baixa i habitatges en els pisos. Els edificis que hi ha de la Riera de Miró fins a trobar el carrer de la Muralla són els que han sofert més canvis en la seva composició.

## Història
Aquest carrer està ja documentat al segle xviii. Pren aquest nom perquè encaminava a l'ermita del Roser, on el 1802 s'hi va instal·lar el cementiri de Reus. A partir del 1765 es va començar a construir més enllà de la Riera o rambla de Miró, per enllaçar amb el camí del Roser. Fou un dels epicentres del creixement urbà del segle xix edificant-se al seu voltant diversos carrers amb habitatges pel proletariat, però continuava essent un dels llocs de residència de la burgesia comercial. El 1837 es va construir un pont, el "pont de l'Isla", que travessava la Riera de Miró, ja que quan hi baixava aigua deixava aïllada la població de la riera en amunt, el que se'n deia el "barri de l'Isla". El 1870 s'enderrocà el portal de les muralles que s'havien construït durant les Guerres Carlines. En el 1932 i 1943 s'hi feren les clavegueres i el 1949 les voreres. Durant molts anys se'l va subdividir en carrer Primer i carrer Segon del Roser. Va portar també el nom de Pi i Margall, i durant el franquisme era l'Avenida Quince de Enero. Durant la postguerra, el creixement de la ciutat va fer que se substituïssin progressivament les casetes que hi havia a l'últim tram abans d'arribar a l'Ermita del Roser, bona part d'elles unifamiliars, de menestrals i pagesos, construïdes bàsicament amb l'aparició de l'eixample vuitcentista, i alguns petits masos dedicats a l'explotació agrícola, per impersonals blocs de pisos.